# 桂文鹿
桂 文鹿（かつら ぶんろく　1969年11月17日  ）奈良県奈良市出身　元落語家。
本名∶大倉 有展。
所属はフリー。出囃子は「キューピー」

## 来歴
大谷大学文学部卒業。
元ウェルター級プロボクシング選手(陽光アダチジム)。
1994年5月　桂文福に入門し「桂ちゃん好」を名乗る。
2004年9月　「桂文鹿」へ改名[1][2]。
2014年　所属を解消し松竹芸能より独立。
2014年　第9回繁昌亭大賞創作賞を受賞。
2019年　第14回繁昌亭大賞奨励賞を受賞。
2022年1月　上方落語協会を退会。
2022年　文鹿ファンクラブ「ぶんろくらぶ」開設。
2024年11月17日　「相撲館けはや座」において芸歴三十周年「記念落語会と噺家相撲大会」を開催。
2024年12月28日　落語家を突然引退。

## 人物
- 郷土芸能竹春座（たけはるざ）の塩路鐵砲水に師事し「河内にわか」の継承にも努める。
- 2018年、当時上方落語協会会長で同じ一門の桂文枝（6代目）を批判する文章をfacebookにアップした[5]。

## 芸風
毎年、インド、オリッサ州に1ヶ月間滞在し、缶詰状態で1年分の新作を書き上げる。新作落語は「さわやかシリーズ」と呼ばれ「人間の卑屈」をテーマとする。
「さわやか健康ランド」 「さわやか航空652便」  「紙相撲風景」 「住之江第8埠頭」「天覧文福一門会」「さわやか勝負パンツ」「さわやか警備保障」「提灯と唐傘の恋物語」「さわやか回転寿司」「ルンペン」「さわやかプロレス」「おみくじ製作所」「くろしお1号」「さわやか路線バス」「ファンヨンチョル」「銃撃戦」「困客万来」「俺たち暴走族」など「先輩」と「阪下」を主人公とした爆笑作品を次々と生み出す。
舞台の出で立ちは羽織を着ず、常に紺色の着流一丁で、左胸に牝鹿、右胸に雄鹿の紋を付け、左の肩袖には大きな鹿の文字。腰には大相撲の立行司のごとくスベッた時には腹を斬る覚悟の象徴として脇差を手挟んでいる。
出囃子が鳴り出すと、帯を数回叩く音が客席まで響き、シュッという気合を入れ登場する。

## 著書
- 『アトピーを3ヶ月で完治させた超秘策』浪速社、2012年

## 出演
- 上方演芸ホール（NHK総合、関西のみ）- 浪花花形五人衆 として
- ひるなら784 水曜日（ならどっとFM、～2024年12月[7]）- パーソナリティー
- シタール奏者・石濱匡雄のカレーだけじゃないインド（MBSラジオ、2020年9月24日）[6]- ゲスト

## 弟子
- 桂白鹿
- 桂雪鹿